# Castilfalé
Castilfalé est une commune d'Espagne dans la province de León, communauté autonome de Castille-et-León. Elle s'étend sur 25,9 km2 et comptait environ 62 habitants en 2024.

## Localisation et climat
Castilfalé est situé à environ 41 km au sud-sud-est de León , au nord-ouest de la Meseta ibérique , à une altitude d'environ 820 m. Le climat est rude en hiver, mais sec et chaud en été ; les précipitations (499 mm/an) se produisent principalement pendant les mois d’hiver.

## Démographie
| Année      | 1970 | 1981 | 1991 | 2001 | 2011 | 2021 | 2024 |
| Population | 254  | 161  | 132  | 95   | 80   | 65   | 62.  |

En raison de l' exode rural provoqué par la mécanisation de l'agriculture et l'abandon des petites exploitations, la population du village n'a cessé de croître depuis le milieu du XIXe siècle.

## Site touristique
- Vestiges du château.
- Église de la Décapitation de Jean

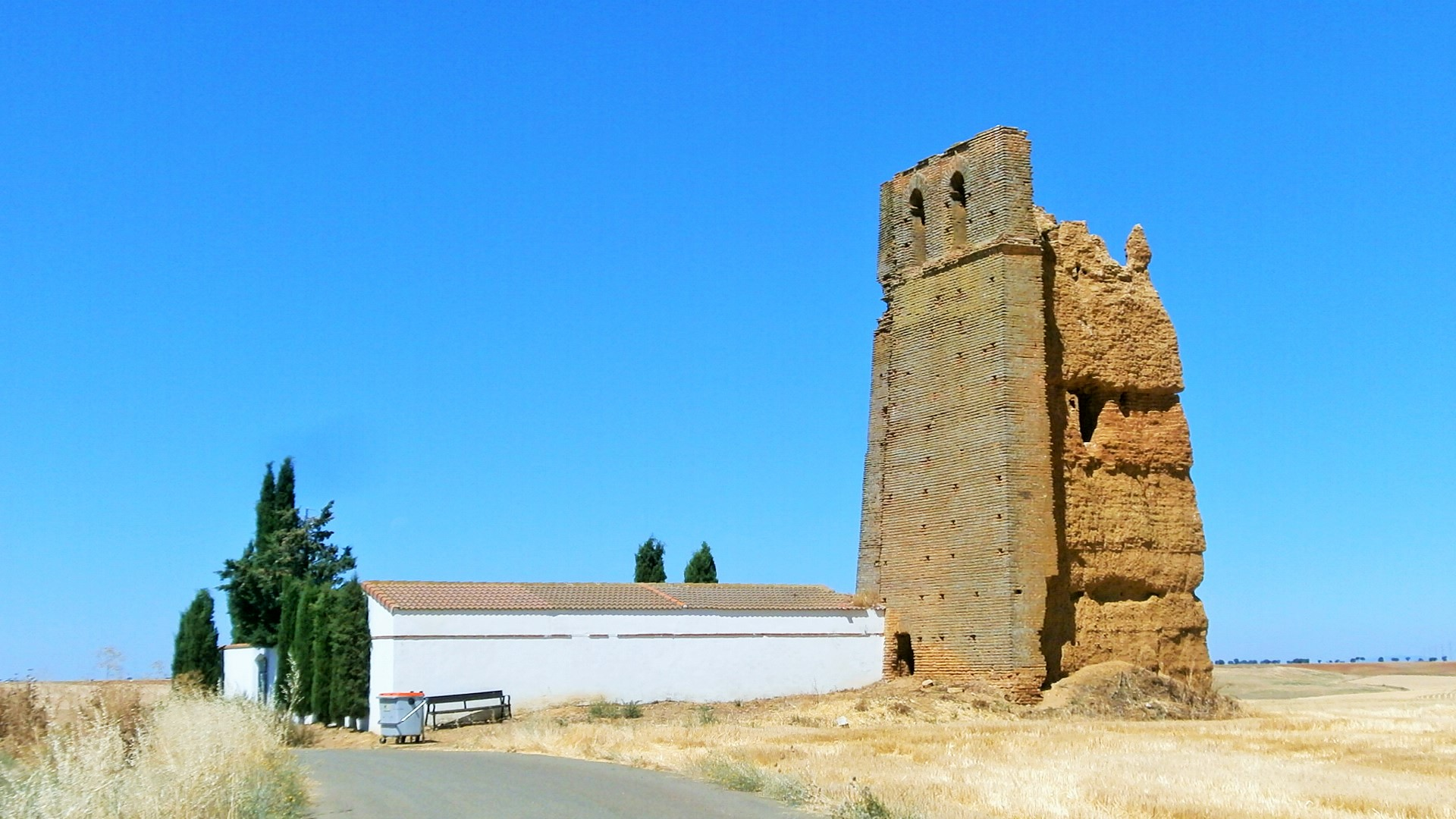
Vestiges du complexe du château
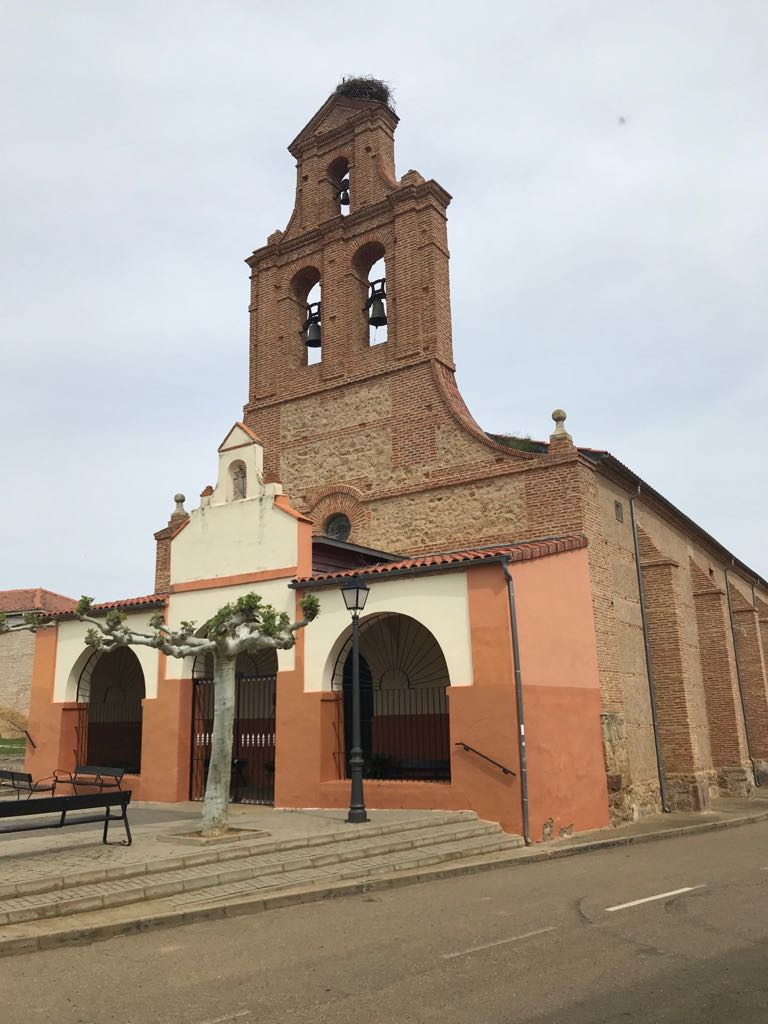
Église de la Décapitation de Jean
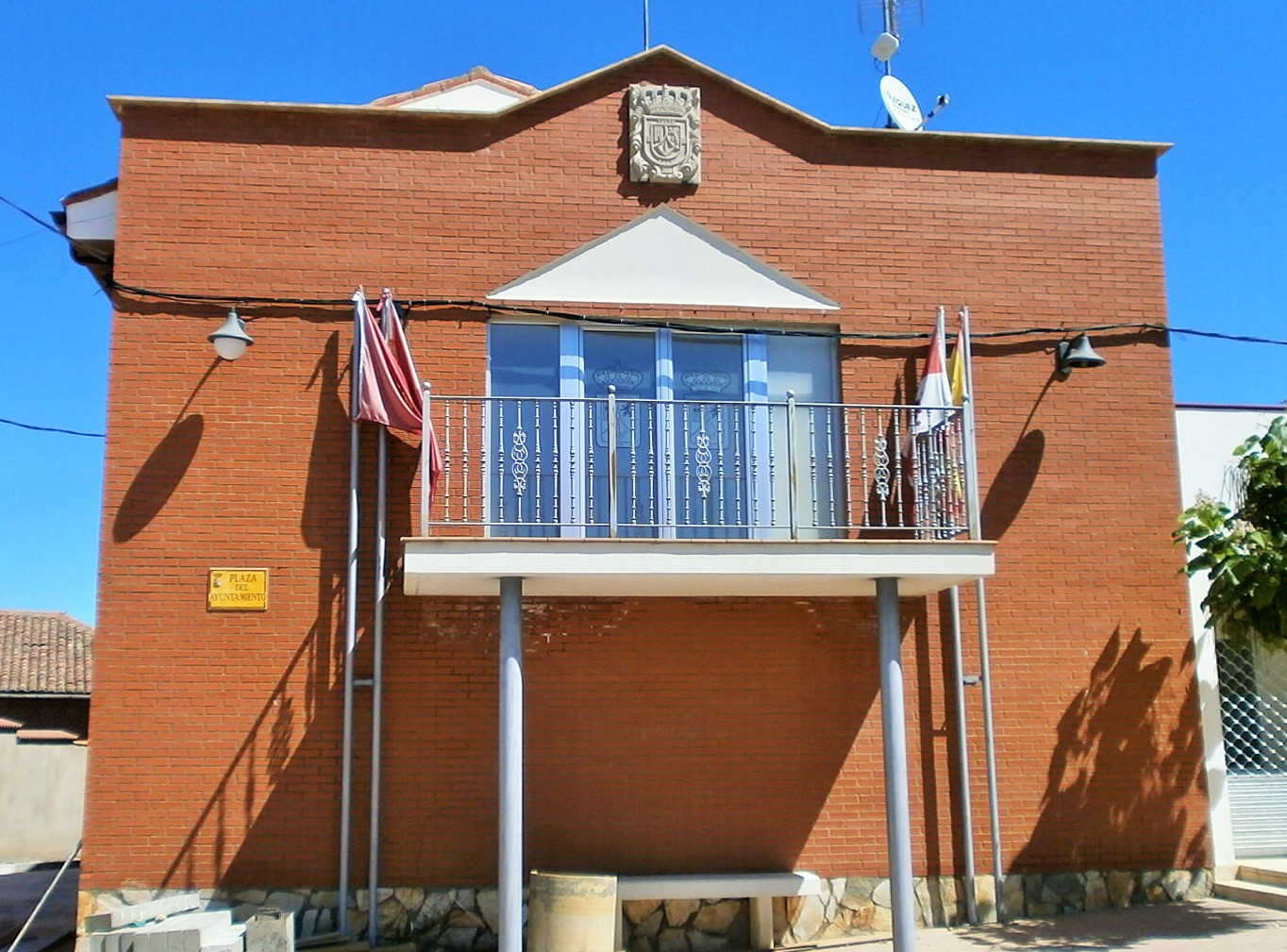
Hôtel de ville